# Leif Saltell
Leif Saltell, född 3 september 1939 i Karlstad, död 22 oktober 2011 i Vänersborg, var en svensk målare.
Saltell var autodidakt som konstnär men har fått viss vägledning av Walter Kåstad. Han har företagit studieresor till Italien och Frankrike där han hade en ateljé och periodvis bodde. 
Han har fått hedersomnämnande av Konstakademin i Frankrike för sitt porträttmåleri, genom Michel Dénouai, konstakademins jury.
Hans konst består av porträtt, djur och naturmotiv från de värmländska skogarna och är signerade med B-Qvist.
Saltell är representerad i Bordeaux, Royan, Vierzon, Cozes, Saint-Marc-le-Blanc.